# Ligatuur (typografie)
Een ligatuur is een teken dat gevormd is door twee of meer lettervormen in één vorm te schrijven of te drukken. In het algemeen wordt een ligatuur gebruikt voor twee tekens die anders in elkaar zouden grijpen, bijvoorbeeld een overhangende f gevolgd door een stokletter: b, f, l, k, h. De reden voor gebruik is meestal esthetisch of technisch. Soms wordt er een onderscheid gemaakt tussen ligamenten en ligaturen, waarbij ligaturen nieuwe letters zijn die uit twee andere letters zijn ontstaan, zoals de w en de ß, en ligamenten 'versierde' vormen zijn, zoals de f+i = ﬁ.

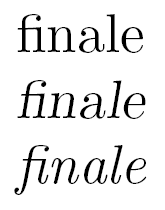
Ligatuur van de f en i in romein, schuingedrukt en echt cursief.

Ligaturen ontstonden op natuurlijke wijze in handschriften, en bleven in gebruik toen er met loden letters gedrukt werd. Een overhangende loden letter kan tegen bepaalde letters niet voldoende aansluiten. Bij het inklemmen van dergelijk zetsel raakten de letters beschadigd en braken af. Om dit te voorkomen werd in voorkomende gevallen een ligatuur gebruikt. In lood is ook de combinatie fi of fj nodig, aangezien de punt boven de i en de j met de f of ſ (lange s) in botsing komt.

## Voorbeelden
Een zeer bekend voorbeeld van een ligatuur is de ampersand. Dit teken is ontstaan uit het
Latijnse et, dat "en" betekent, net als de ampersand. Deze ligatuur is al in het handschrift ontstaan en is later in de drukkunst overgenomen. Met name in de cursieve varianten van veel lettertypes is nog duidelijk een handgeschreven E met een t eraan te herkennen.
Een ander bekend voorbeeld is de combinatie van de f en de i, waarbij deze veelal worden vervangen door een combinatie waarbij de vlag van de f met de punt van de i samenvalt. Een reden voor deze ligatuur was dat de letterstaafjes botsten doordat de krul van de f een beetje uitstak zodat deze dichter tegen bijvoorbeeld een u aangeschoven kon worden. Bij een opvolgende l of i botsten deze loden staafjes tegen elkaar, waardoor de krul van de f kon afbreken; om dit te voorkomen werd er een ligatuur gebruikt.
Een andere reden was dat bepaalde lettercombinaties vaak werden gebruikt. Met name in Duitse boeken zijn vaak combinaties als ch of ck aan te treffen. In het Nederlands is vooral de combinatie ij bekend, waarbij de i en de j door één teken vervangen worden, zodat ze ook iets dichter op elkaar staan.

### Ligatuur of letter?
Andere ligaturen zijn later een eigen leven gaan leiden als letter. Een bekend voorbeeld is de letter w, die in het Latijn niet voorkwam. In het Oudengels kwam deze klank wel voor, maar daar werd de rune Wynn (Ƿ) gebruikt. Later werd vv of uu (oorspronkelijk was er geen verschil tussen u en v) gebruikt om de w aan te duiden. Langzamerhand ging deze combinatie over in de combinatie w. Nog steeds wordt de w in het Engels "double u", in het Frans "double v" en in het Zweeds "dubbel-v" genoemd.
In het Duits wordt de ß ook nog steeds als ss gesorteerd.
Andersom zijn lettercombinaties zoals de Spaanse ll, die in het handschrift wel een ligatuur vormen en in alfabetische lijsten als aparte letters golden, typografisch in onbruik geraakt.

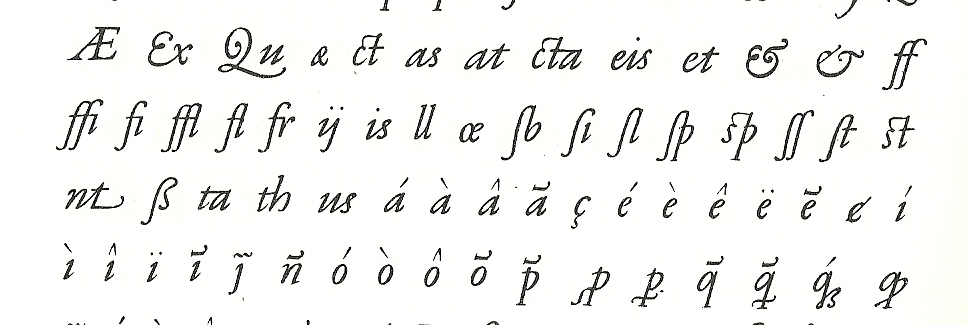
Ligaturen van Robert Granjon, 16e eeuw

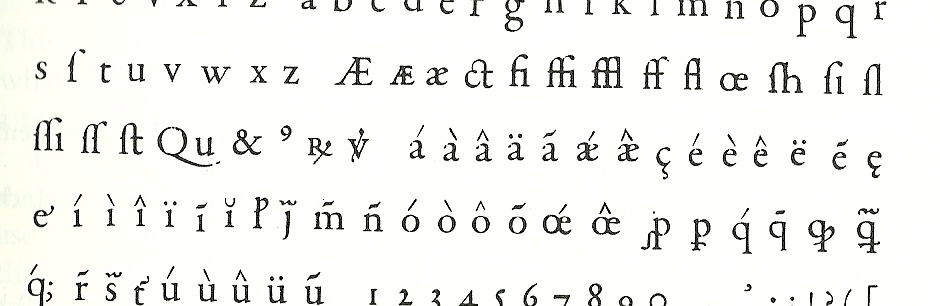
Ligaturen van Claude Garamond, 16e eeuw

Voorbeelden hiervan, inclusief de genoemde, zijn:
- a + e = æ
- o + e = œ
- e + t = &
- v + v = w
- Het procentteken, "per cento" (per honderd), ᵱ co
- ſ + z = ß

Een apart geval is de ß, de ringel-s. Dit is namelijk een combinatie van een ſ of lange s en een z. Een lange s ziet eruit als een f, maar het dwarsstreepje staat enkel links van de stok. Tot begin 19e eeuw werd enkel aan het eind van een woord of lettergreep een korte s geschreven. Bij oude uitgaven van een schrijver als Bilderdijk is de lange s in gedrukte teksten nog te vinden.
Het gebruik van deze lange ſ is ook te zien in handschriften, zoals bij Multatuli. Hier wordt het woord tussen veelvuldig gespeld als tusſchen, waarbij de s aan het eind van de lettergreep kort is, en de tweede s bijgevolg lang is, gecombineerd met de ch die toen ook nog gebruikt werd in de spelling.
Ligaturen komen in de spelling van het Nederlands niet voor, behalve in eigennamen. Zo wordt het Franse leenwoord œuvre in het Nederlands gespeld als oeuvre. Wel kan de ij als ligatuur worden gezien. Zo krijgt een woord dat begint met de hoofdletter "ij", twee kapitalen. Meestal wordt de ij echter als twee aparte letters beschouwd. De ligatuur ij heeft wel een Unicode- en HTML-code: respectievelijk U+0132 en &#306; (Ĳ) en U+133 en &#307; (ĳ), maar gebruik hiervan wordt afgeraden.
Zie Ligaturen in HTML
Meestal worden combinaties van letters en diakritisch tekens zoals de Ä, niet als ligatuur beschouwd, alhoewel zulke combinaties in sommige talen wel een aparte positie in het alfabet innemen.
In het Hongaars worden sommige paren van combinaties (zoals A en Á, E en É, I en Í, O en Ó, Ö en Ő, U en Ú, Ü en Ű) om praktische redenen in het woordenboek bij elkaar gezet. De uit meer tekens bestaande grafemen (zoals Cs, Dz, Dzs, Gy, Ly, Sz, Ty en Zs en de  verdubbelingen daarvan) worden niet als ligatuur beschouwd maar hebben wel een aparte positie in het alfabet. In het woordenboek volgen op de C: de Cs, de D, de Dz en de Dzs (voorbeeld Dzsessz - Jazz)

### Ligamenten
Een ander gebruikte vorm van ligaturen is ter versiering. Deze vorm wordt meer aangetroffen in cursieve schriften; hier worden bijvoorbeeld een s en een t, of een c en h zoals op nevenstaande afbeelding met elkaar verbonden.
Ander gebruik van ligaturen vindt plaats in kalligrafische lettertypen, zoals Zapfino. Ook zijn er lettertypen waarbij combinaties als Qu worden opgesierd door de staart van de Q onder de u door te laten lopen. Voor lopende tekst vergemakkelijkt het gebruik van zulk soort ligaturen het lezen doorgaans niet, maar als versiering worden ze vaak gewaardeerd.

### Afspatiëren of ligaturen
Ligaturen gebruiken is niet de enige manier waarop lettervormen mooier gemaakt kunnen worden. Het is ook mogelijk letters in elkaar te schuiven. Vooral sinds het fotografisch zetten is dit makkelijker geworden: een Wo combinatie hoeft niet door een ligatuur vervangen te worden, maar de o kan een beetje onder de W geschoven worden, zodat er niet zoveel witruimte na de W komt. Zulke effecten, die ook gebruikt kunnen worden om de i en de j van de ĳ dichter bij elkaar te zetten, worden meestal niet als echte ligaturen beschouwd.

## Gebruik van ligaturen
Bij boekdruk worden ligaturen nog altijd gebruikt uit technische noodzaak, omdat overhangende loden letters anders tegen elkaar gedrukt worden en bij het inklemmen beschadigd raken.
Met de opkomst van de computerzetkunst raakte het gebruik van ligaturen wat in onbruik, aangezien er veelal een beperkt aantal karakters beschikbaar was, en er veelal een één-op-één-correspondentie was tussen karakters en tekens. Met de nieuwe technieken van OpenType wordt het echter weer gemakkelijker om automatisch ook ligaturen te gebruiken. Een systeem als TeX kan ook automatisch ligaturen invoegen als het lettertype deze beschikbaar stelt. In een tekstverwerker moet dit veelal echter handmatig gebeuren, alhoewel bijvoorbeeld het lettertype Times New Roman wel over een ligatuur voor fi beschikt.
Er moet echter rekening mee gehouden worden dat het gebruik van zulke ligaturen niet altijd toegestaan is volgens de officiële regels van een taal. In het Turks kent men naast de i ook de ı en ook een İ en een I. In het Turks kan de ligatuur van f+i dan ook niet toegepast worden, omdat het dan onduidelijk is of dit een f+i of een f+ı is.
In de Duitse taal mogen ligaturen niet gebruikt worden bij woordsamenstellingen, dus Auflage komt niet in aanmerking voor een vervangende fl, terwijl erfinden wel een fi zou kunnen krijgen. Ook wanneer teksten in Fraktur gezet worden, is het van belang voor het juiste gebruik van de s en de ſ.

## Geschiedenis in westerse talen
In middeleeuwse handschriften komen veel ligaturen voor, ook om tijd en ruimte te besparen. Als de monniken in de gotische minuskel schreven, werden letters zoals de b, o en p, die met hun rechterkant overlapten met de c, e, o en q aan elkaar geschreven, zodat ze juist overlapten. Ook maakten veel kopiisten destijds gebruik van andere afkortingen, zoals een m of een n die weergegeven werd door een streepje boven de voorgaande letter — veelal bij Latijnse uitgangen toegepast.
Johann Gutenberg probeerde dit in zijn Bijbel zo veel mogelijk te benaderen: naast de 25 hoofdletters die hij had (hij maakte geen onderscheid tussen I en J) en de 27 kleine letters (de lange s en de gewone s apart geteld) had hij nog 288 tekens die combinaties en ligaturen voorstelden. Het gebruik hiervan was niet alleen omdat op papier bespaard werd, maar ook omdat het gedrukte op handschrift moest lijken, waarin ook niet elke letter expliciet aangegeven werd, zodat de toenmalige lezers niet het idee hoefden te hebben dat hun "uit·druk·ke·lijk ver·teld werd hoe er ge·le·zen moest wor·den".

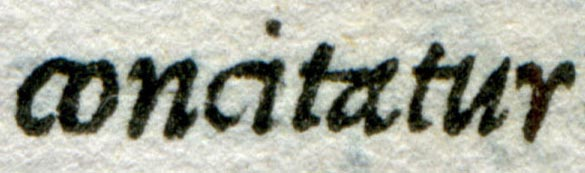
Ligaturen in cursief van Aldus Manutius

Aldus Manutius gebruikte in elk geval in 1519 nog volop ligaturen in zijn cursief. Niet alleen met de overhangende f en de daarop gelijkende lange s, maar bijvoorbeeld ook c en t plus alle klinkers. De afbeelding toont vier ligaturen en twee losse letters: co-n-ci-ta-tu-r.
Nadat de boekdrukkunst zich verspreidde naar andere moderne talen dan het Latijn, waarin geen afkortingen voorkwamen, raakten ligaturen in onbruik, ook voor Latijnse teksten. Er werden echter wel nieuwe ligaturen geïntroduceerd, voornamelijk combinaties van de f en de lange s, ſ met een opvolgende letter. Nog later kwamen er ook ligaturen voor f + j, een combinatie die bijvoorbeeld veel in de Scandinavische talen voorkomt. De lange ſ is echter in de 19e eeuw weer verdwenen.
Standaardligaturen zijn altijd wel in gebruik bij verzorgde boeken, maar in de meeste computerprogramma's was het gebruik vrij lastig. Met de ontwikkelingen op het gebied van OpenType en Apple Advanced Typography, die het ook mogelijk maken om talen zoals Arabisch met een cursief schrift te zetten, die heel veel gebruikmaken van ligaturen, wordt ook het gebruik makkelijker in de gangbare computerprogramma's.

## Ligaturen in andere schriften
Ligaturen zijn niet beperkt tot het Latijnse schrift en varianten daarvan. Sterker nog, voor het Arabische schrift is het gebruik van ligaturen noodzakelijk. De meeste letters hebben daarin, afhankelijk van hun positie in het woord, aan het begin, in het midden of aan het eind, een verschillende vorm. Sommige combinaties van letters moeten als een speciaal teken gezet worden. Het bekendste is de combinatie van de lam (ل) en de alif (ا) die altijd gecombineerd moeten worden tot (لا). Ook voor het Arabische woord voor God, Allah, is een speciale ligatuur: ﷲ.
Voor het Grieks is het gebruik van ligaturen niet meer van belang, alhoewel het vroeger wel enige ligaturen kende, met name een combinatie van de omikron (ο) en ypsilon (υ), die als de letter uk (ѹ) in het cyrillisch is overgenomen, doch nu niet meer gebruikt wordt. De letter joe' (ю), die bijvoorbeeld gebruikt wordt in de naam van het Russische oliebedrijf Yukos, is op haar beurt echter weer een ligatuur van deze uk en een oude variant van de cyrillische letter i (и), namelijk de і of de н. Ook andere (archaïsche) cyrillische letters hebben een oorsprong als ligatuur.
Aziatische talen hebben vaak nog veel complexere regels voor het zetten van klinker- of medeklinkergroepen en het samenvoegen van tekens. Een voorbeeld hiervan is Devanagari-schriftsysteem voor talen in India, zoals het Sanskriet en Hindi, zo wordt bijvoorbeeld de combinatie van क(k) en ल(l) met een ligatuur geschreven.